# Reflex van Mendel-Bechterew
De reflex van Mendel-Bechterew (ook: reflex van Mendel of fenomeen van Mendel-Bechterew) is het reflexmatig optreden van buiging (flexie) van de tweede tot en met vijfde teen wanneer tegen de voetrug ter hoogte van de voetwortelbeenderen wordt geslagen, met name wanneer dit gebeurt ter plaatse van het os cuboides en het os cuneiforme laterale. Bij gezonde mensen bestaat de reactie op een dergelijke beweging juist uit het strekken (extensie) van de vier tenen. Soms wordt de reflex van Mendel-Bechterew ook bij gezonde mensen een algeheel levendig reflexpatroon gezien, maar over het algemeen is de reflex pathologisch en wordt deze gezien bij een (functioneel) letsel in de piramidebaan, meestal op ruggenmergniveau.
De reflex is vernoemd naar de Duitse neuroloog Kurt Mendel (1874-1946) en de Russische neuroloog Vladimir Bechterew (1857-1927), die het verschijnsel ongeveer gelijktijdig publiceerden. 